# Dialetti abruzzesi orientali
Con l’espressione dialetti orientali d'Abruzzo, o anche dialetti abruzzesi orientali adriatici, si fa riferimento ai dialetti parlati nell’area costiera, collinare e pedemontana dell’Abruzzo, in particolare nelle province di Teramo, Pescara e Chieti. Si tratta di dialetti appartenenti al gruppo linguistico meridionale intermedio, cui si riallaccia anche la lingua napoletana, e che Ernesto Giammarco suddivideva in tre gruppi da sud a nord:

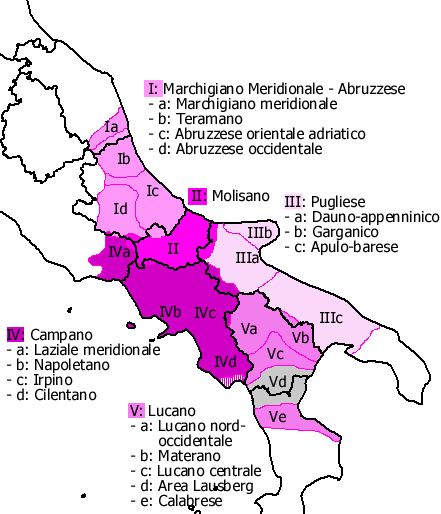
I dialetti abruzzesi (I) nel sistema dei meridionali intermedi

- il teramano, con epicentro Teramo, ed esteso in gran parte della sua provincia (con i centri principali di Giulianova ed Atri), fatta eccezione per gran parte della Val Vibrata, dove si parlano dialetti di transizione con quello ascolano;
- il pennese (o "vestino"), con epicentro Penne ed esteso nell’area vestina (tra Città Sant'Angelo, Alanno, Farindola, Cepagatti e Spoltore);
- il vastese, con epicentro Vasto, i suoi dintorni e l’entroterra[2] (da Cupello a Castiglione Messer Marino), e che si estende nella confinante area settentrionale molisana (Petacciato, Montenero di Bisaccia, Guglionesi ed Agnone).

## Dialetto teramano
Le caratteristiche principali della famiglia teramana, che ha come epicentro Teramo (l’antica Interamnia Pretutiorum) sono le seguenti: 
- le originarie chiuse é, ó si sono frante in à: nàve per "néve", quàllë per "quéllo", persàne per "persona", mentre "e" ed "o" aperta non si frangono;
- di riflesso, si è avuta la palatalizzazione di à, trasformatasi quasi in una è aperta, sollecitata da necessità strutturali, e che può essere resa con un segno grafico intermedio tra la "a" e la "e", ossia æ (in uso nell'alfabeto scandinavo, ad es. næve per "nave", lætte per "latte"); invece è solo nell'area meridionale della provincia (Castelli, Bisenti, Arsita, Castiglione Messer Raimondo e Castilenti ), così come nei centri contigui della confinante provincia di Pescara (Elice e Città Sant'Angelo) che la "a" viene resa con una vera e propria è aperta (pijètë per "presa", magnè per "mangiare");

Tuttavia, i vari centri della provincia di Teramo presentano tratti che differenziano anche notevolmente la loro parlata rispetto a quella del capoluogo, ed il quadro può essere così sintetizzato:
- nel dialetto di Giulianova è possibile riscontrare da un lato la punta più settentrionale di penetrazione del frangimento di é in ò, (mòttë per “mettere” vs teramano màttë), che deve aver percorso la Val Vomano e, giunto sulla costa, aver risalito fino quasi alla foce del fiume Salinello, e dall'altro l'estrema propaggine meridionale dell'apocope dei finali di parola in -ne, -no e -ni (pallò per “pallone”), fenomeno tipicamente marchigiano diffuso fino ad Ancona. Altro frangimento significativo del dialetto giuliese è quello di ù in ì (brìttë per "brutto", chjìsë per "chiuso", sichìrë per "sicuro", tì per "tu", da qui il noto detto-scioglilingua "tìttili tìtti tì" per "tienitelo tutto tu"). Esso è presente a Giulianova e Roseto sulla costa, e da lì penetra nei rispettivi centri limitrofi (Mosciano Sant'Angelo, Bellante, Notaresco, ecc.);
- nel dialetto di Atri invece ricompaiono i frangimenti di é in à (dumànëchë, sàrë), mentre le originarie ó chiusa ed ù si trasformano in é (pallénë per "pallone", culérë per "colore", faégnë per "faugni", festa locale, e si tratterebbe di una fase palatalizzata del teramano, ad es. culàrë);
- nell’area della Val Vibrata, come accennato, si parlano dialetti di transizione tra quello teramano e quello Ascolano, ed infatti si può assistere ad un passaggio progressivo da parlate quasi del tutto ascolane, come quella di Ancarano, ad altre ormai pressoché teramane, come quella di Sant'Omero. In particolare, a Nereto la metafonesi è ancora dittongata in -ié- e in -uò- come ad Ascoli, la -a finale tende a conservarsi - pur essendo frutto di reintroduzioni successive, il che ha prodotto numerosi ipercorrettisimi (la moja, la neva, ecc) - e rimane la distinzione tra "e" ed "o" chiuse ed aperte. Viceversa, nella vicina Corropoli si ha metafonesi monottongata in -ì- ed -ù-, sia pure ancora da -u ed -i finali (analoga a quella sambenedettese) ed una pronuncia vocalica già aperta come a Teramo e parte centro-meridionale della provincia (buòna sèra, un calzòne). Inoltre, almeno fino alla metà del '900, Colonnella e Corropoli presentavano frangimenti "teramani" di é in à e "giuliesi" di ù in ì, ora estintisi per via della pressione esercitata dalle parlate vibratiano-ascolane, che sono sempre state prive di mutamenti vocalici;

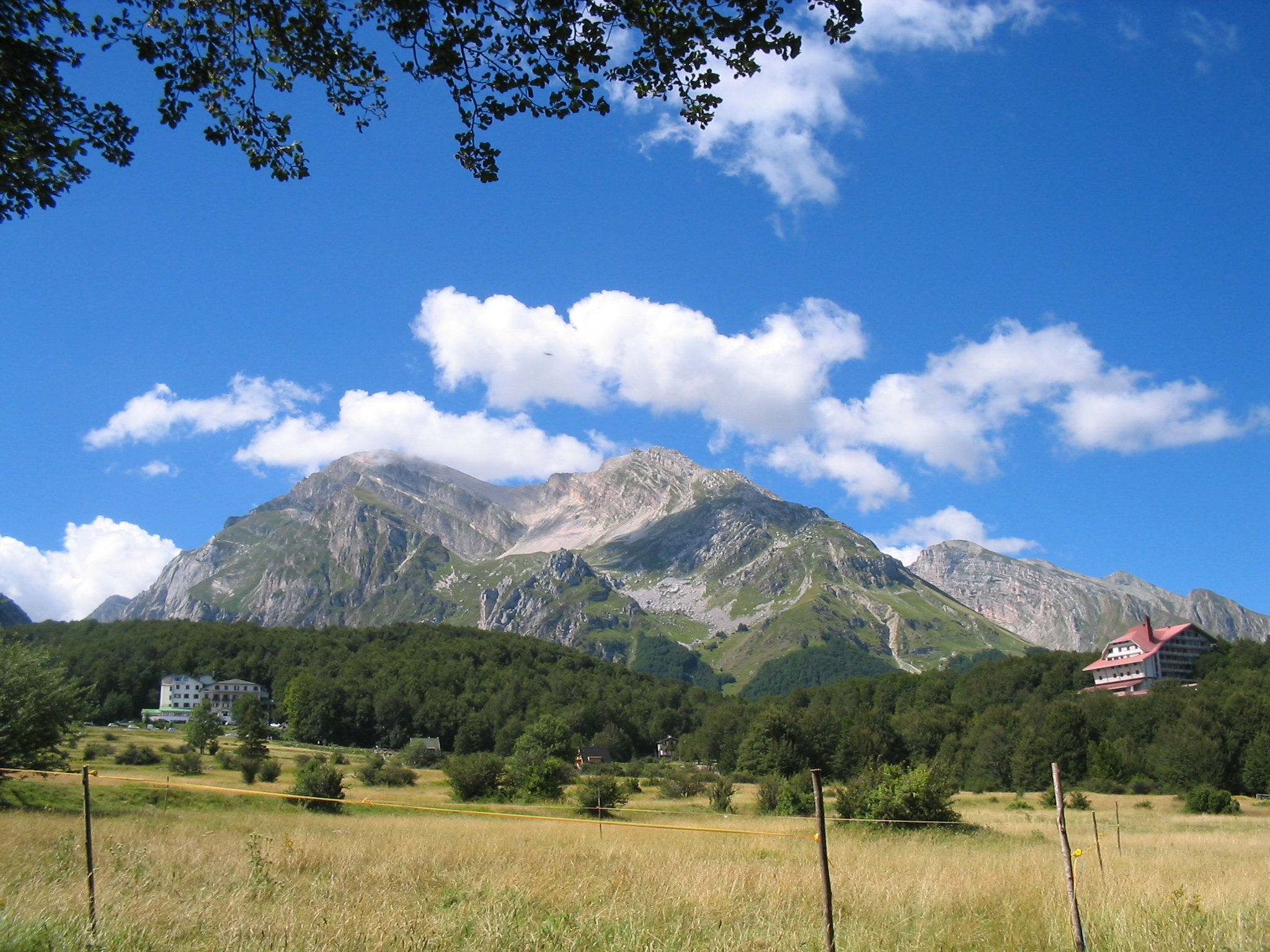
Veduta del Gran Sasso da Pietracamela (Provincia di Teramo)

- nella parte più interna della Val Vomano confinante con la provincia dell'Aquila: in particolare, nei centri di Fano Adriano e Crognaleto (con le varie frazioni) si ha da un lato la prosecuzione dei frangimenti di é in ò, dall’altro la metafonesi anche da -u finale (monottongata in -ì- ed -ù-). A ciò si aggiunge inoltre una pronuncia vocalica lineare (senza dunque delle vocali tutte aperte), ed un accento che, pur in prevalenza riconducibile a quello della provincia di Teramo, risente di influssi aquilani: ciò è dovuto alla vicinanza al lago di Campotosto, facilmente raggiungibile dalla strada statale 80, ed ai centri aquilani che sorgono nei suoi pressi (Campotosto, Capitignano, Montereale ). Pertanto, è proprio in quest’area che è situato il confine tra le parlate teramane (di tipo meridionale intermedio) e quelle aquilane (di tipo mediano). In particolare, i dialetti di tipo teramano risalgono il fiume Vomano e sono dunque parlati anche al di là del confine provinciale, ossia nelle frazioni più orientali del comune di Campotosto (Ortolano e Fucino-Case Isaia), con il lago di Provvidenza che funge da limite geografico netto.
- particolare risulta essere anche il dialetto di Pietracamela: in aggiunta al passaggio in sillaba chiusa di /e/ tonica in /o/, come nei toponimi PĬNNA > Penne / Pònne e Betlemme / Betlòmme: («Ha netë a Betlòmmë lu Santë Bambun», secondo un canto religioso pretarolo) e più in generale della koinè abruzzese, come alcuni frangimenti delle vocali toniche chiuse in sillaba aperta (PULLĬCĒNUM > pulcino / pëcèunë; NĔPOTEM > nipote / nipautë ecc.) o la trasformazione, fino al dileguo, della vocale atona finale (V > [ë]), tipica del versante adriatico di contro al versante aquilano, gli elementi più caratteristici del pretarolo riguardano il lessico e la sintassi. Dal punto di vista lessicale, è possibile infatti riscontrare vocaboli di chiara o possibile origine straniera, in particolare albanese o più correttamente arbëreshe (ossia "albanese d’Italia"), le quali sembrano non essere attestate in alcuna delle varietà dei centri vicini e del resto della regione: è molto verosimilmente il caso di vascia (“ragazza”, “figlia” in pretarolo) - riscontrabili nelle comunità italo-albanesi molisane di Campomarino e Portocannone (Campobasso) - mentre risulta più complesso il caso di r(i)juf / r(u)woff(a) (“bambino”, “bambina” in pretarolo), forse riconducibile a rufë, attestato a Chieuti (isola linguistica arbëresh della provincia di Foggia) e indicante la crosta lattea del bambino, attraverso un procedimento metonimico del tutto analogo a quello che porta a “moccioso” da “moccio”. La possibile parentela con le varietà italo-albanesi potrebbe essere spiegata dalla presenza, documentata, di mercanti di pellame «greci e schiavoni» ai Prati di Tivo nel XVII secolo. Inoltre, essa è in parte confortata da alcuni peculiari aspetti antropologici ancora vivi a Pietracamela e riscontrabili ancora oggi in alcune comunità italo-albanesi, come ad esempio la presenza di prefiche durante i riti funebri le quali, alla fine del rito, chiedono al parente del defunto se sia stato soddisfatto del loro operato[3].

## Dialetto pennese
L’area vestina ha come epicentro Penne (l’antica Pinna dei Vestini), il cui dialetto sostituisce la é chiusa con la ò (es. Pònnë invece di Penne), fenomeno presente anche in numerosi altri centri, quali Pianella (localmente detta Pianòllë), Cepagatti e Spoltore (eccettuate le aree di Villa Raspa e Santa Teresa, ormai fusesi col dialetto pescarese). A ciò si aggiunge il passaggio di è ed ò aperti in sillaba aperta in é ed ó chiuse (pétë per “piede”, bónë per “buono”), nonché quello ormai in regresso di ó chiusa in sillaba aperta in àu (patràunë per “padrone”). È da notare tuttavia come anche qui molti centri distanti pochi chilometri fanno un uso totalmente diverso delle vocali:
- il dialetto di Loreto Aprutino utilizza la "u" stretta (eu) (es. Lurétë [Ly're:tə] invece di Loreto), e alla "o" pennese sostituisce una sorta di "e" gutturale con accentazione poco forte quasi centralizzata a schwa (më' [mɜ] per "me");
- il dialetto di Montebello di Bertona che fa largo uso di "u" sostituendola ad altre vocali (es. Mundubbèllë invece di Montebello  Abbruzzùsë per "Abruzzesi");
- il dialetto di Città Sant'Angelo che fa largo uso di "è" sostituendola ad altre vocali (es. Chi sti fè? per "Cosa stai facendo?, jè per "io", ecc.). In tale area sono ricompresi anche i paesi dell'alta valle del fiume Fino in provincia di Teramo, e in particolare la sostituzione della "e" con la "o", insieme a quella della "a" con la "e" (es.: patènë invece di patate, chèsë in luogo di casa), si ritrova nel dialetto di Bisenti.

Non bisogna comunque dimenticare come l’area in questione è da tempo soggetta ad una progressiva uniformazione al dialetto parlato a Pescara e nell’area metropolitana in genere, che funge da luogo di aggregazione per la popolazione più giovane, e che pertanto gioca un ruolo preponderante anche nelle dinamiche sociolinguistiche.

## Dialetto vastese
Il dialetto vastese (che ha come epicentro Vasto, l’antica Histonium) è il più meridionale dei dialetti abruzzesi, molto diverso dagli altri dialetti della provincia di Chieti, caratterizzato da numerosi frangimenti vocalici, che qui vengono passati in rassegna per tutte le 7 vocali relativamente alla variante di Vasto, a cui può essere equiparata quella di San Salvo, mentre le differenze vanno aumentando mano a mano che ci si allontana dal centro principale. Abbiamo dunque i seguenti fenomeni:
- la a si palatalizza in è aperta in sillaba aperta (pènë per “pane”), mentre assume un suono simile ad “ò” in sillaba chiusa, che può essere reso graficamente con å (cavållë per “cavallo”);
- la è aperta in sillaba aperta diventa é chiusa (pétë per “piede”);
- la é chiusa dà luogo ad ài in sillaba aperta (nàirë per “nero”) e ad à in sillaba chiusa (fràddë per “freddo”);
- la ì dà luogo ad éi in sillaba aperta (fërméichë per “formica”) e a é in sillaba chiusa (gréllë per “grillo”);
- la ò aperta dà luogo al dittongo éu in sillaba aperta (béunë per “buono”) e si chiude in ó chiusa in sillaba chiusa (mórtë per “morte”);
- la ó chiusa dà luogo al dittongo àu in sillaba aperta (patràunë per “padrone”) e ad à in sillaba chiusa (sàrgë per “sorcio”)
- la ù dà luogo al dittongo iù in sillaba aperta (schiùrë per “scuro”) e ad ì in sillaba chiusa (sìbbetë per “subito”).

Il dialetto è stato studiato dal poeta locale e storico Luigi Anelli, che ha curato un Vocabolario della parlata vastese, dopo che era stato studiato parzialmente da Antonio De Nino e Gennaro Finamore. Attualmente è rappresentato dal poeta locale Fernando d'Annunzio.

## Altre aree dialettali
(Madrigale di Gabriele d'Annunzio in dialetto pescarese: "A Luiggine d'Amiche", 1926)
In aggiunta alle aree individuate da Giammarco, è possibile completare il panorama dialettale abruzzese adriatico con la determinazione di ulteriori famiglie dialettali più o meno estese.

### Dialetto pescarese (area metropolitana costiera centrale)

Il poeta pescarese Gabriele D'Annunzio

Si tratta di quella di più recente formazione, in quanto nata dalla fusione dei due dialetti parlati nell’ex territorio di Castellamare Adriatico (un tempo in provincia di Teramo e quindi più tendente al teramano) e di Pescara Portanuova (un tempo in provincia di Chieti e pertanto con parlata di stampo chietino, ai tempi di D'Annunzio peraltro fortemente influenzata dal napoletano), e che attualmente sta attraversando un processo di notevole espansione tra le ultime generazioni di un’area molto vasta, estesa dal sud della provincia di Teramo (Silvi Marina) fino al nord della provincia di Chieti (Francavilla al Mare e San Giovanni Teatino), mentre le parlate originarie di queste località sopravvivono solo tra le persone di età superiore ai 50 anni. Pertanto, risulta sempre più evidente il ruolo di koiné assunto da questa varietà, la cui espansione è stata veicolata dalla crescita progressiva di una vera e propria area metropolitana, nata dalla fusione dei vari centri urbani della costa (e dell'immediato entroterra) in un'unica conurbazione, nonché dallo sviluppo di nuovi quartieri tuttora in espansione che hanno accolto le nuove generazioni di abruzzesi, i quali hanno assunto il dialetto pescarese per integrarsi nelle nuove aree di residenza.
Il dialetto pescarese antico (della parte sud della città, quindi di stampo "chietino") affiora in molti passaggi delle Novelle della Pescara (1902) e nei distici dialettali di Gabriele D'Annunzio. Esempi più recenti di componimenti in dialetto pescarese sono rinvenibili nelle opere di Giuseppe Tontodonati, originario di Scafa, e nella raccolta Stelle lucente (1913) di Alfredo Luciani, originario di Pescosansonesco.

### Dialetto chietino (Chieti e nord provincia)
Altra parlata è quella chietina, parlata a Chieti (l’antica Theate Marrucinorum) e nei territori ad essa limitrofi, parte dei quali ricade oggi in provincia di Pescara (area tra Scafa e Manoppello): non si tratta di un’area davvero compatta, in quanto si registrano sensibili differenze tra i vari comuni nonché tra le frazioni degli stessi, e se da un lato è agevole determinare il confine settentrionale – costituito dal fiume Pescara che la separa nettamente dall’area vestina – dall’altro non è semplice individuare una precisa linea di demarcazione con le varietà del resto della provincia. È comunque possibile individuare al suo interno un’area caratterizzata da isocronismo sillabico completo (vocali aperte in sillaba chiusa e chiuse in sillaba aperta), che comprende la stessa Chieti e gran parte dei comuni della Val Pescara, ed un’altra ad isocronismo parziale (limitato cioè alla sola chiusura delle aperte in sillaba aperta), che si estende subito a sud e ad est di Chieti (Bucchianico, Fara Filiorum Petri, Torrevecchia Teatina, Francavilla al Mare, ecc.). Non mancano poi aree che presentano situazioni intermedie, quali quella di Villamagna, che ha isocronismo completo per le “o” e parziale per le “e”, e quella di Roccamontepiano e Ripa Teatina, che presentano l’isocronismo in maniera diametralmente opposta, ossia completo per le “e” e parziale per le “o”. L’alternanza tra i due tipi di isocronismo è molto guizzante, la si ritrova anche nei comuni più a sud (Orsogna, Arielli, Crecchio, Tollo), che costituiscono aree di transizione e saldatura tra quelle a dialetto chietino e quelle a dialetto lancianese: è interessante notare come il confine tra queste due aree dialettali ricalca ancora fedelmente quello tra le antiche popolazioni italiche dei Marrucini (a nord) e dei Carricini e dei Frentani (a sud).

### Dialetto lancianese
Queste parlate hanno come epicentro Lanciano (l’antica Anxanum) e sono diffuse in tutti i territori un tempo sotto il dominio di questa popolazione pre-romana, ossia fino ad Ortona a nord e il fiume Sangro a sud, che segna il confine con l’area vastese. Anche in quest'area vi sono numerosi punti in cui è difficile tracciare un confine netto, poiché come detto le varietà sfumano a nord verso quelle chietine mentre a sud-ovest, superata Atessa (ancora assimilabile al lancianese, benché qui sia evidente il fenomeno del frangimento vocalico di "é" chiusa in "ò" analogamente a quanto accade a Guardiagrele e Casalbordino) si assiste ad un passaggio progressivo verso le aree dialettali abruzzesi e molisane dell’alto Sangro.
Bisogna ricordare che la città di Lanciano è stata per molti secoli luogo di incontro di diverse popolazioni abruzzesi e non, vista la rinomanza delle sue fiere annuali, ed essendo la stessa anche in rapporti commerciali con le popolazioni dalmate del Mar Adriatico, senza dimenticare la presenza di consolati veneti presso porto di San Vito Chietino. Il dialetto lancianese è stato ben analizzato da Gennaro Finamore, che ha visto in esso il punto di partenza per l'analisi di molti altri dialetti della provincia di Chieti: rispetto alla sua epoca, tale parlata ha subito come le altre una progressiva "normalizzazione" linguistica, visibile nelle poesie di Cesare Fagiani e Giuseppe Rosato; Finamore infatti annotava una forte palatizzazione e una forte vocalizzazione, con la pronuncia delle vocali lunghe molto aperte, soprattutto l'a aperta lunga, che somigliava quasi a una o aperta.

### Dialetti chietini della Maiella
Si tratta di un gruppo di dialetti molto differenziati tra loro, che nella parlata delle generazioni più anziane conservano tracce di notevole arcaicità: quali centri principali, si possono citare Caramanico Terme e San Valentino in Abruzzo Citeriore (in provincia di Pescara, versante occidentale della Maiella), Pretoro e Guardiagrele (in provincia di Chieti, versante orientale della Maiella). Quest’area si congiunge a ovest con i dialetti peligni (zona di Tocco da Casauria), mentre a sud sia con quelli altosangrini (zona di Palena, Pizzoferrato e altri centri) sia con quelli lancianesi-vastesi (zona a est di Casoli).

### Zona di "saldatura"
Il Giammarco ha individuato una ristretta area, situata a ridosso del versante orientale della Maiella, che comprende le parlate di Palena, Lama dei Peligni, Torricella Peligna e Casoli: si tratta di dialetti che presentano contemporaneamente tratti abruzzesi "occidentali" (la doppia metafonia di "a" aperta e chiusa e la presenza del genere neutro) ed "orientali" (metafonia da sola -i  finale, sia pure in forma dittongata come le aree occidentali, ad es. mètëchë ma mìëtëchë). Rileva inoltre il Finamore che il dialetto di Palena, ossia il centro situato nell'estrema area sud-occidentale della Maiella, è di assai difficile classificazione, in quanto per la sintassi somiglia molto alle parlate altosangrine di Roccaraso e Pescocostanzo, mentre per la pronuncia delle vocali e l'accento è più affine al casolano, con dittongazione delle vocali lunghe.
Infine, lo stesso fenomeno della dittongazione è riscontrabile nei vicini paesi montani di Villa Santa Maria, Quadri, Borrello, Rosello, Civitaluparella, ecc., che possono essere ricompresi in una subarea di transizione con le parlate altosangrine molisane: infatti tali centri, essendo situati in un'area all'estremo confine col Molise, presentano la metafonesi dittongata anche da -u finale, quale prosecuzione delle condizioni dialettali vigenti nella regione limitrofa (ad es. Rusiellë per "Rosello").

## Nella poesia
Il gruppo adriatico abruzzese è stato descritto dai linguisti, ma anche da vari poeti e dialettologi locali:
- Modesto Della Porta per il guardiese;
- Cesare De Titta, Cesare Fagiani e Giuseppe Rosato per il lancianese;
- Luigi Dommarco e Alessandro Dommarco per l'ortonese;
- Vincenzo Coccione, Luciano Flamminio, Plinio Silverii per l'orsognese;
- Raffaele Fraticelli e Renato Sciucchi per il chietino;
- Gennaro Finamore e Antonio Casetti per Gessopalena e i dialetti dell'alto Sangro e Antonio Del Pizzo per Lama dei Peligni
- Gabriele D'Annunzio per il pescarese del XIX secolo
- Alfredo Luciani, Giuseppe Tontodonati per il pescarese della seconda metà del '900
- Luigi Brigiotti e Alfonso Sardella per il teramano
- Alfredo Polsoni per Paglieta
- Luigi Anelli, Gaetano Murolo, Fernando D'Annunzio per il vastese